# 泰奧加山
60°44′S 45°39′W / 60.733°S 45.650°W
泰奧加山是南極洲的山峰，位於南奧克尼群島的西格尼島，海拔高度290米，是該島嶼的最高點，英國探險隊在1947年測量該高地，現時由南極條約體系管理。